# Shorttrack-Europameisterschaften 2001
Die Shorttrack-Europameisterschaften 2001 waren die 5. Auflage der Shorttrack-Europameisterschaften und fanden vom 19. bis zum 21. Januar 2001 in der niederländischen Stadt Den Haag statt. Insgesamt wurden vier Europameistertitel vergeben, jeweils einer im Mehrkampf und in der Staffel bei Frauen und Männern. Ausrichter war die Internationale Eislaufunion (ISU).
Bei den Frauen dominierte Ewgenija Radanowa die Wettbewerbe. Sie gewann den zweiten Mehrkampftitel in Folge und siegte auch über alle vier Einzelstrecken sowie mit der Staffel. Silber gewann Mara Zini, Bronze Stéphanie Bouvier. Bei den Männern gewann Bruno Loscos die Goldmedaille vor Cees Juffermans und Nicky Gooch. Das Staffelfinale bei den Frauen gewann Bulgarien vor der Niederlande und Russland, bei den Männern siegte Italien vor Großbritannien und Ungarn.

## Teilnehmende Nationen
| - Belarus - Belgien - Bulgarien - Deutschland - Estland - Frankreich - Großbritannien - Israel - Italien - BR Jugoslawien - Litauen - Niederlande | - Norwegen - Österreich - Polen - Rumänien - Russland - Schweden - Schweiz - Slowakei - Slowenien - Tschechien - Ukraine - Ungarn |

## Ergebnisse

### Frauen
| Wettbewerb         | Gold                                                                       | Gold         | Silber                                                                            | Silber       | Bronze                                                                            | Bronze       |
| Wettbewerb         | Athletin                                                                   | Leistung     | Athletin                                                                          | Leistung     | Athletin                                                                          | Leistung     |
| ------------------ | -------------------------------------------------------------------------- | ------------ | --------------------------------------------------------------------------------- | ------------ | --------------------------------------------------------------------------------- | ------------ |
| 500 Meter          | Ewgenija Radanowa                                                          | 0:45,360 min | Mara Zini                                                                         | 0:45,852 min | Stéphanie Bouvier                                                                 | 0:46,372 min |
| 1000 Meter         | Ewgenija Radanowa                                                          | 1:36,665 min | Marta Capurso                                                                     | 1:37,116 min | Mara Zini                                                                         | 1:37,478 min |
| 1500 Meter         | Ewgenija Radanowa                                                          | 2:35,542 min | Mara Zini                                                                         | 2:35,968 min | Marta Capurso                                                                     | 2:36,377 min |
| 3000 Meter         | Ewgenija Radanowa                                                          | 5:51,694 min | Danielle Molendijk                                                                | 5:52,535 min | Stéphanie Bouvier                                                                 | 5:54,002 min |
| 3000 Meter Staffel | Bulgarien Marina Georgiewa Ewgenija Radanowa Anna Stoilkowa Daniela Wlaewa | 4:28,970 min | Niederlande Melanie de Lange Anke Jannie Landman Danielle Molendijk Anouk Wiegers | 4:29,428 min | Russland Tatjana Borodulina Natalja Dmitrijewa Nina Jewtejewa Julija Tschatschina | 4:30,666 min |
| Gesamtwertung      | Ewgenija Radanowa                                                          | 136 Punkte   | Mara Zini                                                                         | 58 Punkte    | Stéphanie Bouvier                                                                 | 39 Punkte    |

### Männer
| Wettbewerb         | Gold                                                                           | Gold         | Silber                                                              | Silber       | Bronze                                                         | Bronze       |
| Wettbewerb         | Athlet                                                                         | Leistung     | Athlet                                                              | Leistung     | Athlet                                                         | Leistung     |
| ------------------ | ------------------------------------------------------------------------------ | ------------ | ------------------------------------------------------------------- | ------------ | -------------------------------------------------------------- | ------------ |
| 500 Meter          | Maurizio Carnino                                                               | 0:43,170 min | Nicola Rodigari                                                     | 0:43,200 min | Dave Versteeg                                                  | 0:43,440 min |
| 1000 Meter         | Bruno Loscos                                                                   | 1:30,842 min | Cees Juffermans                                                     | 1:31,226 min | Arian Nachbar                                                  | 1:31,322 min |
| 1500 Meter         | Bruno Loscos                                                                   | 2:19,296 min | Nicky Gooch                                                         | 2:19,597 min | Michele Antonioli                                              | 2:19,723 min |
| 3000 Meter         | Cees Juffermans                                                                | 5:07,689 min | Nicky Gooch                                                         | 5:07,874 min | Nicola Rodigari                                                | 5:07,988 min |
| 5000 Meter Staffel | Italien Michele Antonioli Maurizio Carnino Nicola Franceschina Nicola Rodigari | 7:15,968 min | Großbritannien Dave Allardice Leon Flack Nicky Gooch Matthew Jasper | 7:18,248 min | Ungarn Balázs Knoch Balázs Kövèr Krisztián Szabó Kornél Szántó | 7:23,216 min |
| Gesamtwertung      | Bruno Loscos                                                                   | 76 Punkte    | Cees Juffermans                                                     | 63 Punkte    | Nicky Gooch                                                    | 42 Punkte    |

## Medaillenspiegel
| Platz  | Land           | Gold | Silber | Bronze | Gesamt |
| ------ | -------------- | ---- | ------ | ------ | ------ |
| 1      | Bulgarien      | 2    | –      | –      | 2      |
| 2      | Italien        | 1    | 1      | –      | 2      |
| 3      | Frankreich     | 1    | –      | 1      | 2      |
| 4      | Niederlande    | –    | 2      | –      | 2      |
| 5      | Großbritannien | –    | 1      | 1      | 2      |
| 6      | Russland       | –    | –      | 1      | 1      |
| 6      | Ungarn         | –    | –      | 1      | 1      |
| Gesamt | Gesamt         | 4    | 4      | 4      | 12     |